# Carlos Coelho da Silva
Carlos Coelho da Silva (n. 196?) é um realizador português.
Depois de dirigir entre 1994 e 2000 séries televisivas (Uma Aventura e Telhados de Vidro) e concursos de televisão (Tudo ou Nada e Os Conquistadores), realizou em 2005 O Crime do Padre Amaro, produção portuguesa que bateu os recordes de afluência de público às salas.
Em 2008 realizou um filme sobre a vida de Amália Rodrigues segundo a sua perspectiva, sendo este visto por mais de 180 mil espectadores.

## Realização

### Cinema
- O Tesouro (2020)
- Maria Coroada (2012)
- Uma Aventura na Casa Assombrada (2009)
- Maddie: A Verdade da Mentira (2008)
- Amália - O Filme (2008)
- Bushy Mush (2007)
- O Crime do Padre Amaro (2005)

### Televisão
- Ídolos, 2ª série, SIC 2004   (concurso apresentado por Sílvia Alberto e Pedro Granger)
- Uma Aventura - III, SIC 2004   (adaptação dos livros de Ana Maria Magalhães e Isabel Alçada)
- Na Casa do Toy, SIC 2003 (programa sobre o cantor Toy)
- Ídolos 1ª série, SIC 2003   (concurso apresentado por Sílvia Alberto e Pedro Granger)
- O Meu Nome é Ágata, SIC 2003 (programa sobre a cantora Ágata)
- Não há Pai, SIC 2003 (sitcom com Camacho Costa)
- O Jogo, SIC 2002-2003   (telenovela protagonizada por Lia Gama e João Perry)
- Masterplan - O Grande Mestre, SIC 2002
- Uma Aventura - II, SIC 2001   (adaptação dos livros de Ana Maria Magalhães e Isabel Alçada)
- Popstars, SIC 2001
- Uma Aventura - I, SIC 2000   (adaptação dos livros de Ana Maria Magalhães e Isabel Alçada)
- Ri-te, Ri-te, TVI 1999
- Ecoman, RTP 1999   (série protagonizada por Sofia Sá da Bandeira e Humberto Bernardo)
- Nós os Ricos, RTP 1998-1999 (série protagonizada por Fernando Mendes e Rosa do Canto)
- GLX, RTP 1998 (magazine apresentado por Paula Moura Pinheiro)
- Ainda Faltam 2 anos para o ano 2000, SIC 1997
- Gala Portugal Fashion, SIC 1997
- Gala Supermodel of the World, SIC 1997
- Paródia Nacional, SIC 1997
- Confissões, SIC 1997 (programa apresentado por Teresa Guilherme)
- Ainda Faltam 3 anos para o ano 2000, SIC 1996
- Ai Os Homens, SIC 1996 (programa apresentado por José Figueiras)
- Cantigas da Rua, SIC 1996
- Ousadias, SIC 1996
- Aventura é Aventura, SIC 1996   (concurso apresentado por Humberto Bernardo)
- Os Conquistadores, SIC 1995-1996   (concurso apresentado por Humberto Bernardo)
- Não Se Esqueça da Escova de Dentes, SIC 1995
- Minas e Armadilhas, SIC 1994
- Tudo ou Nada, SIC 1994   (concurso apresentado por Humberto Bernardo)
- Labirinto, SIC 1993 (concurso apresentado por José Jorge Duarte)
- Momentos de Glória, TVI 1993 (programa apresentado por Manuel Luís Goucha)
- Telhados de Vidro, TVI 1992-1993   (telenovela protagonizada por Tozé Martinho e Jacinto Ramos)
- Sim ou Sopas, RTP 1991-1992 (programa de culinária apresentado por Manuel Luís Goucha)
- Tal Pai, Tal Filho, RTP 1991-1992 (programa apresentado por José Jorge Duarte)
- Eterno Feminino, RTP 1991-1992 (programa apresentado por Teresa Guilherme)
- Acontecimentos, Lda, RTP 1991 (programa apresentado por Peter Michael e Leonor Francisco)
- Chegar, Apostar e Vencer, RTP 1989-1990 (programa apresentado por Rui Mendes e Conceição Lino)
- A Ilha do Tesouro, RTP 1989 (programa apresentado por Maria Antónia Vasconcelos)

## Actor
- Uma Aventura na Casa Assombrada - pai (2009)
- Amália - O Filme - homem do autógrafo (2008)
- Uma Aventura na Televisão - homem nas fotografias da polícia (2001)